# Doppelter Taljereepsknoten
Der Volle  oder auch Doppelte Taljereepsknoten (auch Voller oder Doppelter Matthew Walker Knoten), englisch Full or Double Matthew Walker Knot, gehört zur Gruppe der Stopper- und Endknoten, mit denen Seile oder Tauwerk verdickt oder beschwert werden können. Er ist dicker als der Einfache Taljereepsknoten. Auch ist er ein beliebter Zierknoten und wird häufig an Lederbändeln in Verbindung mit Schmuck benutzt. Er kann an Kordeln oder als verzierte Griffleinen am Taschenmesser oder an Reißverschlüssen verwendet werden. Früher war er auf dem Schiff einer der wichtigsten, bekanntesten und nützlichsten Knoten. Auf einer modernen Yacht wird er heutzutage in der Regel nicht mehr eingesetzt und ist zumeist unbekannt.

## Knüpfen
Üblicherweise werden solche Knoten mit einem Hanf-, Sisalseil, einem Paracordseil, einer Lederschnur geknotet. Zur besseren Übersicht werden hier unterschiedlich farbige Reepschnüre verwendet.

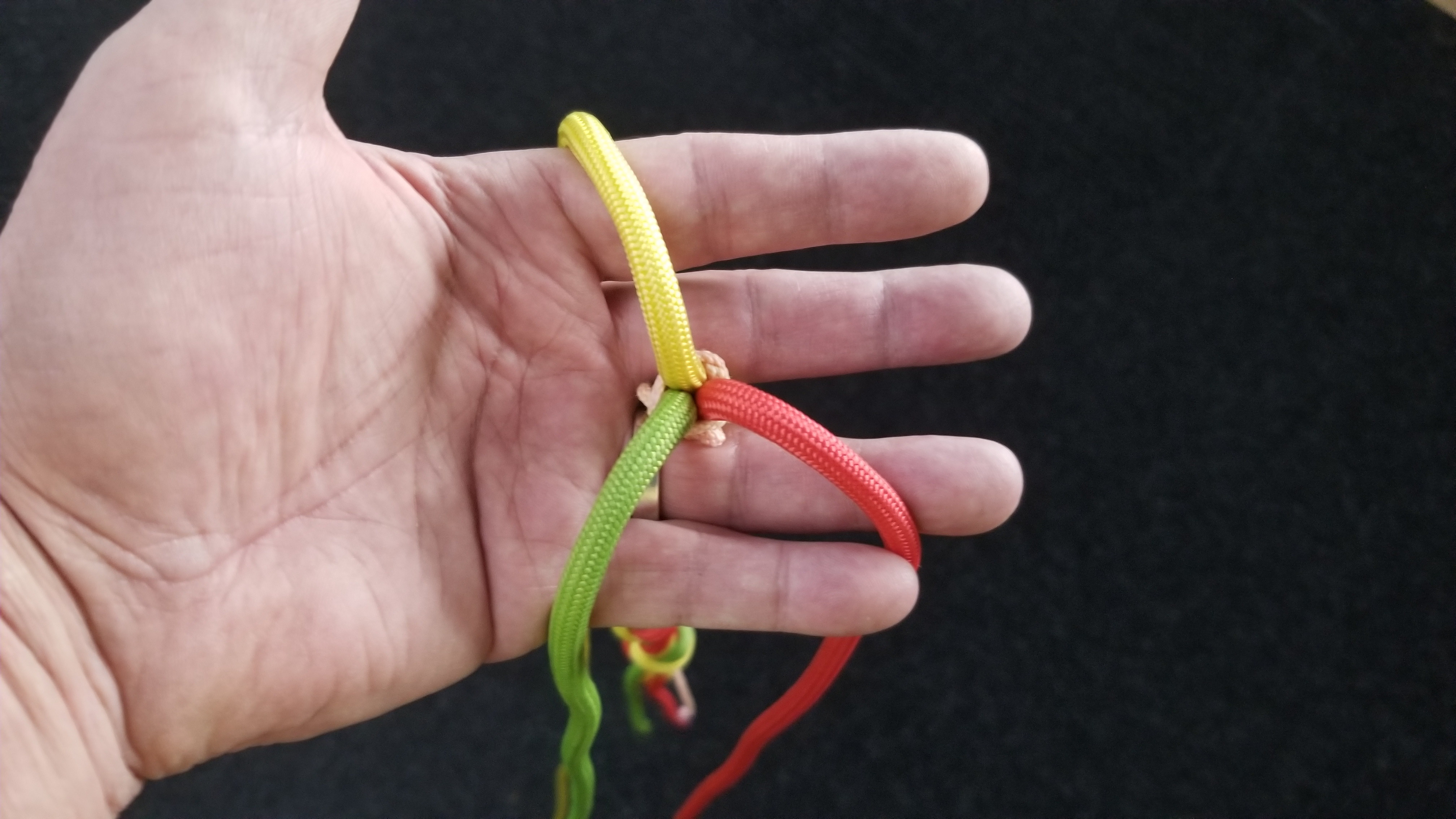
Dreikardeeliges Seil
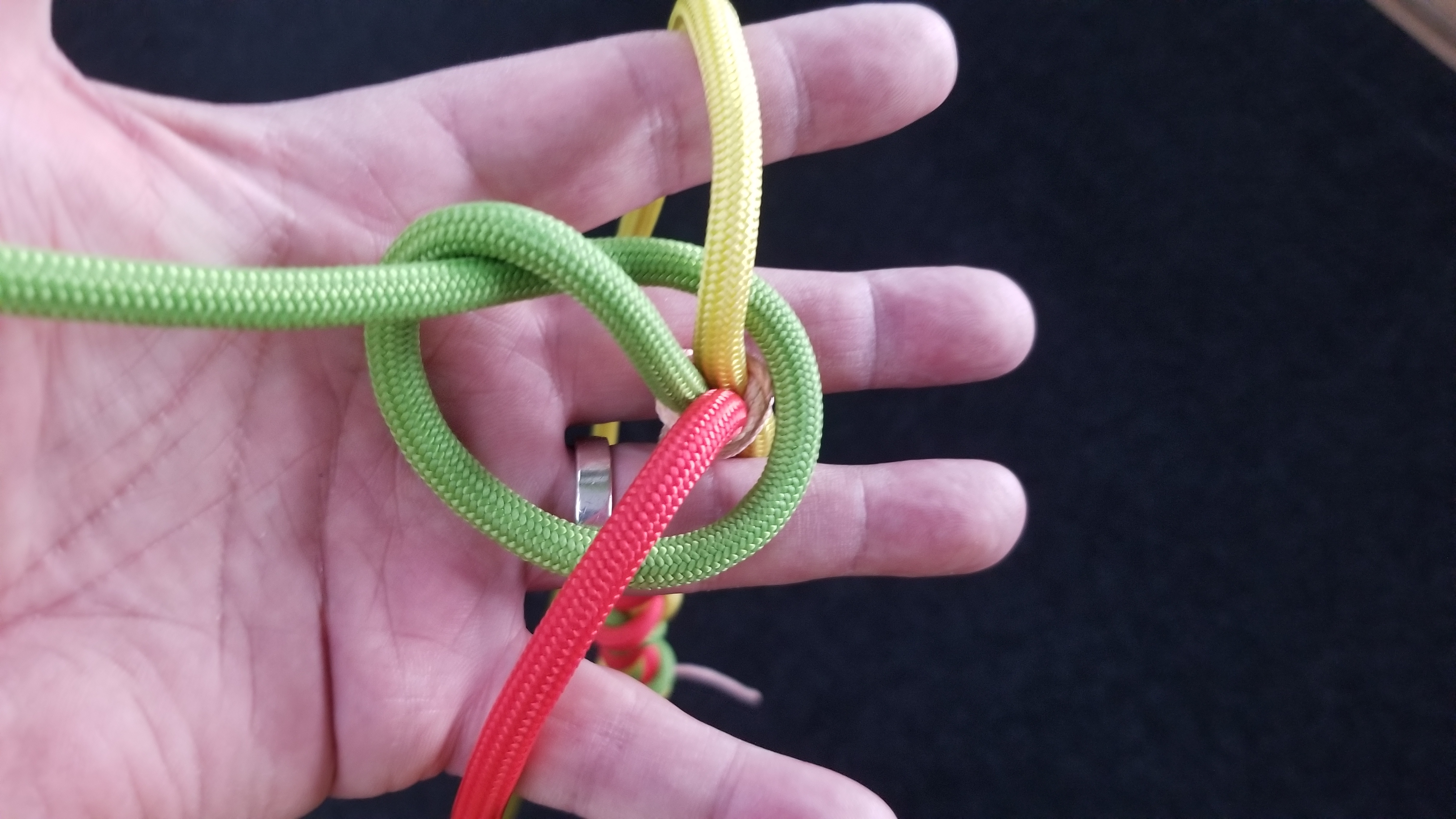
Das grüne Kardeel wird mit einem großen Törn nach hinten linksherum um den Stiel des Knoten geführt und der Tampen wird durch seine eigenen Bucht nach oben geführt. Man erhält mit dem grünen Kardeel quasi einen Überhandknoten
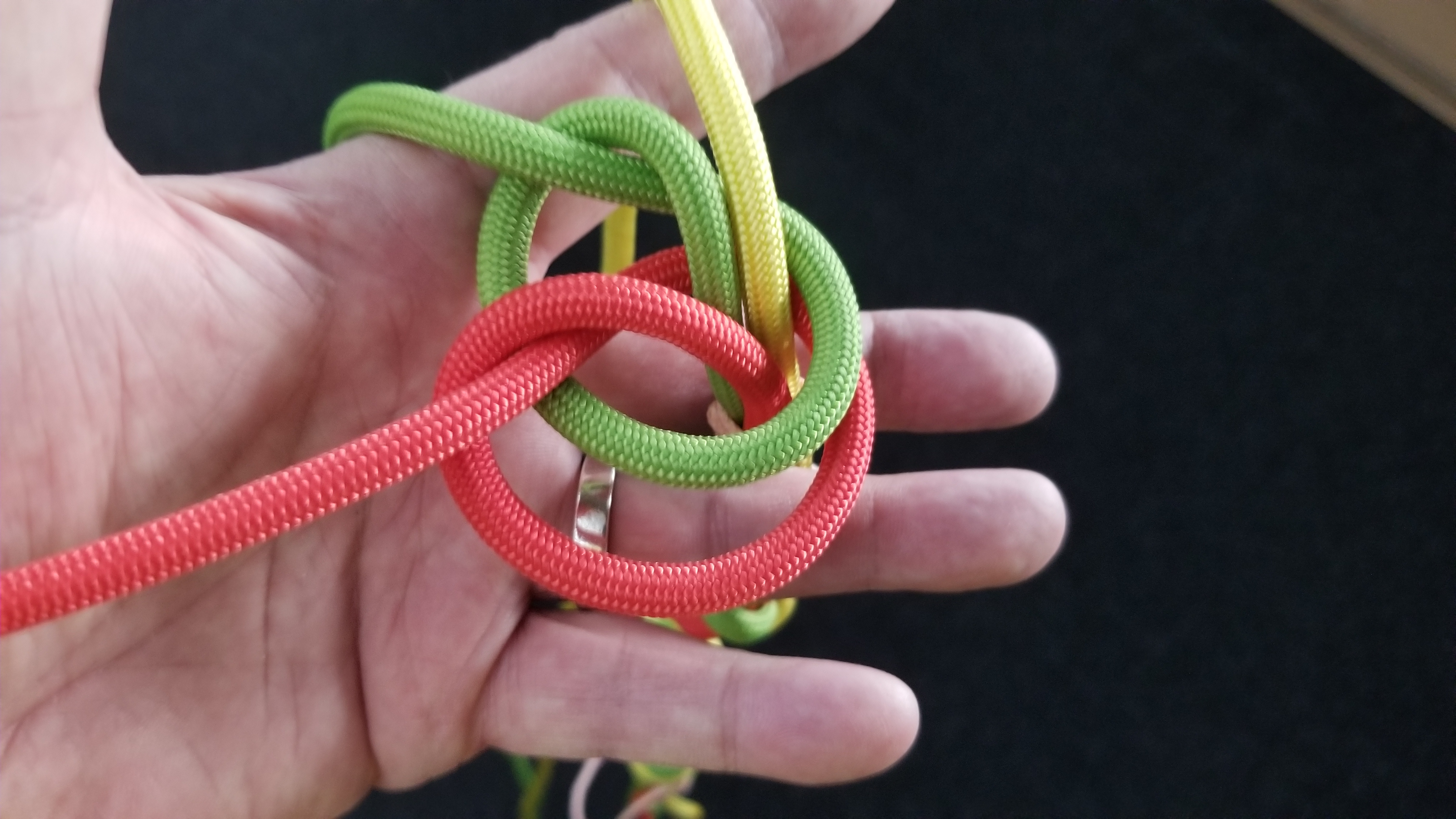
Mit dem Kardeel (rot), welches gerade vor dem gerade bewegten ist, macht man einen Törn linksherum oberhalb des vorigen Kardeels (grün) und führt den Tampen durch beide Buchten (grün und rot) nach oben
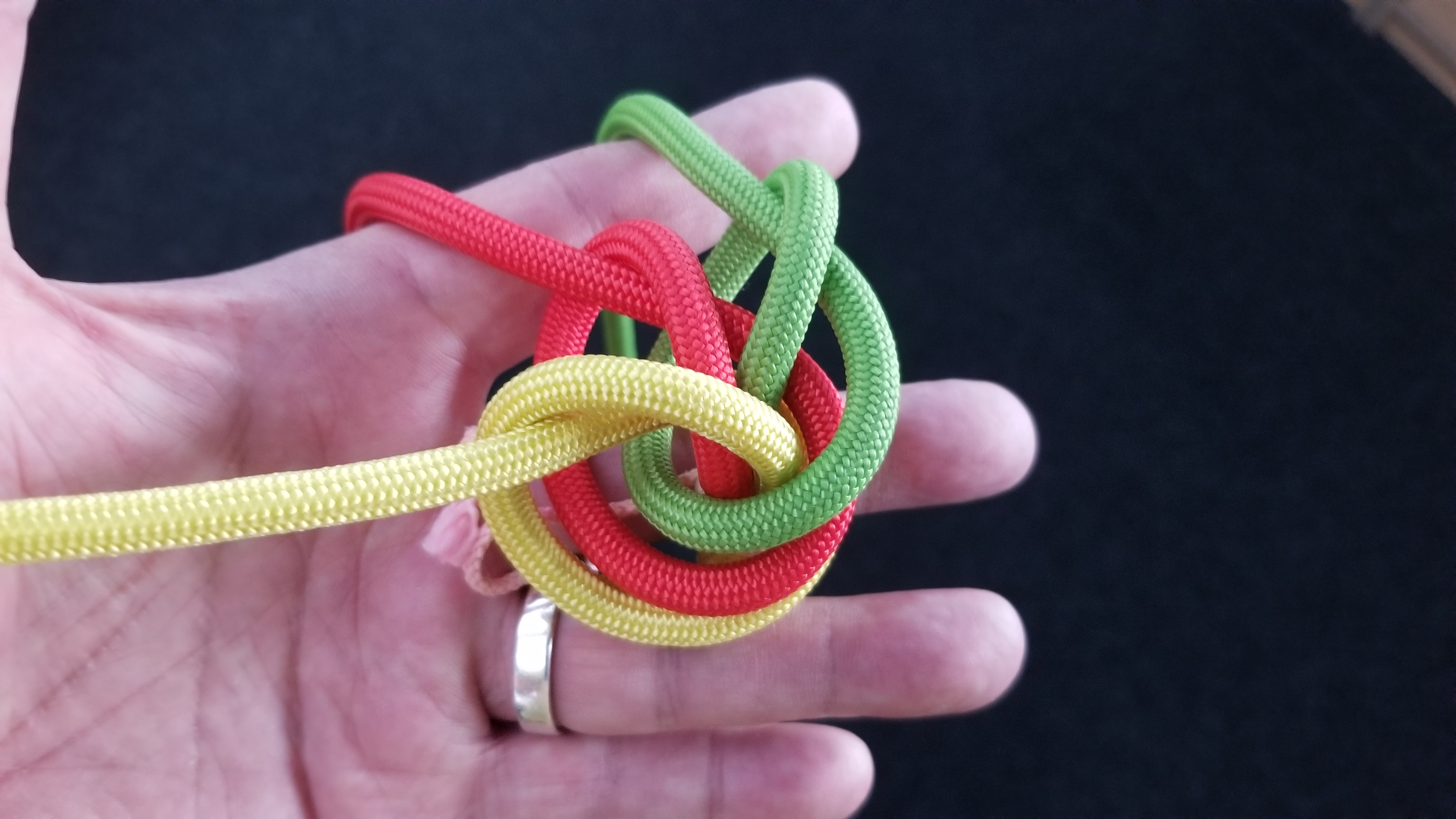
Mit dem dritten Kardeel (gelb) wird ebenso verfahren, man macht einen Törn linksherum oberhalb der beiden vorigen Kardeele (grün und rot) und führt den Tampen durch alle drei Buchten (grün, rot und gelb)
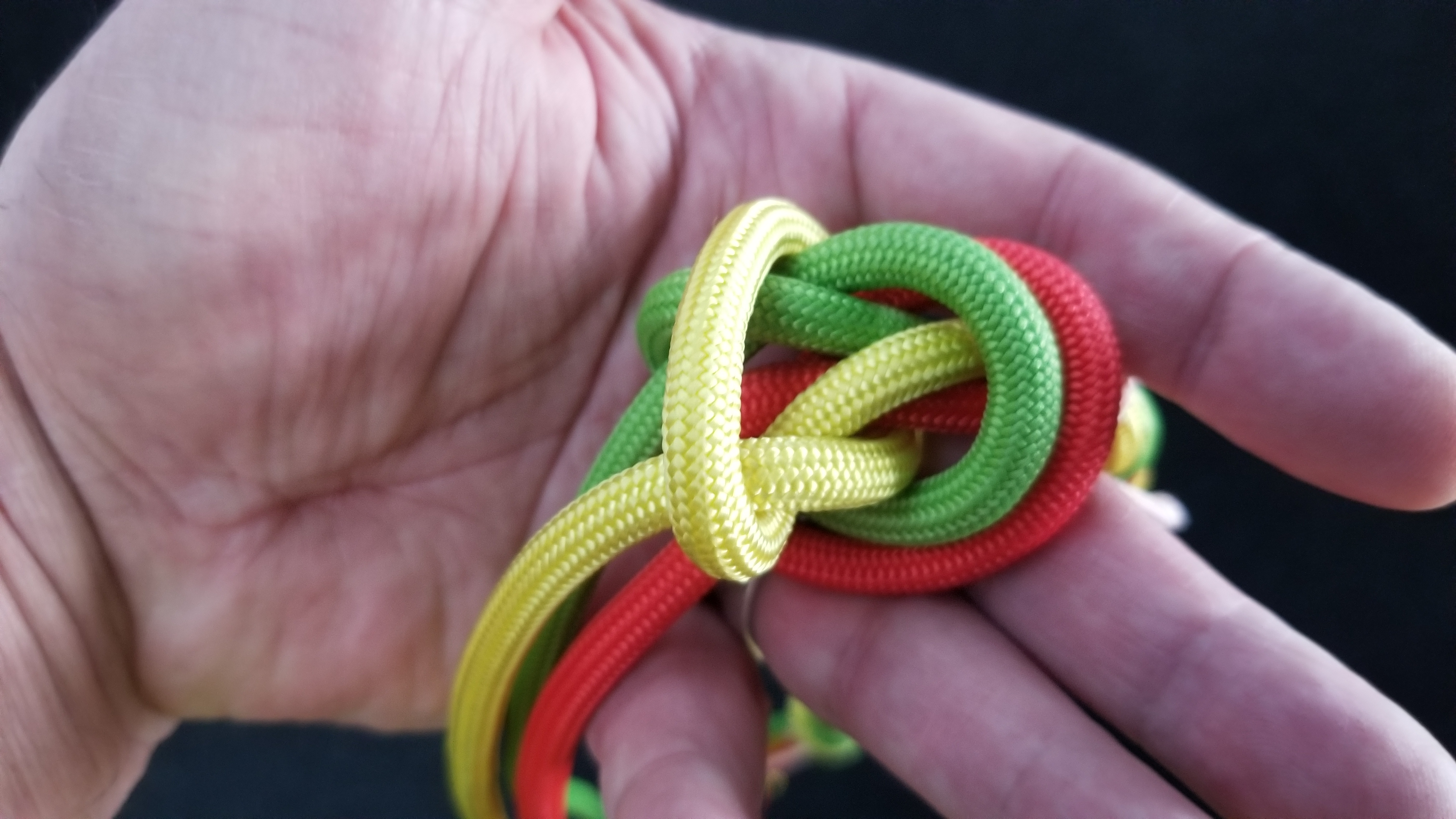
Nun muss der Knoten noch in der richtigen Reihenfolge angepasst werden. Am besten bringt man die einzelnen Kardeele so in Form, dass der Überhandknoten in die Mitte zeigt. Hier das gelbe Kardeel
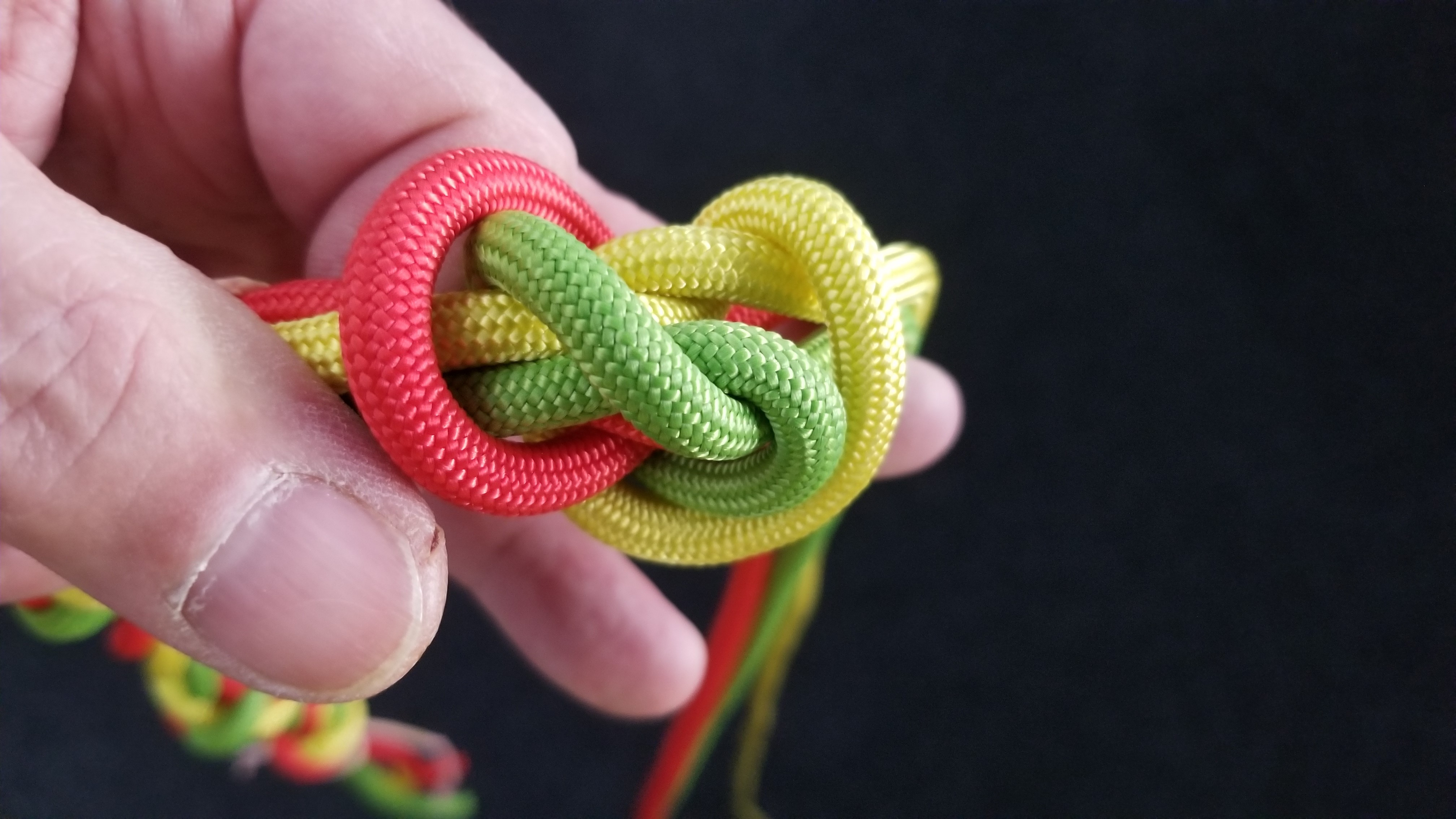
Dann das grüne Kardeel
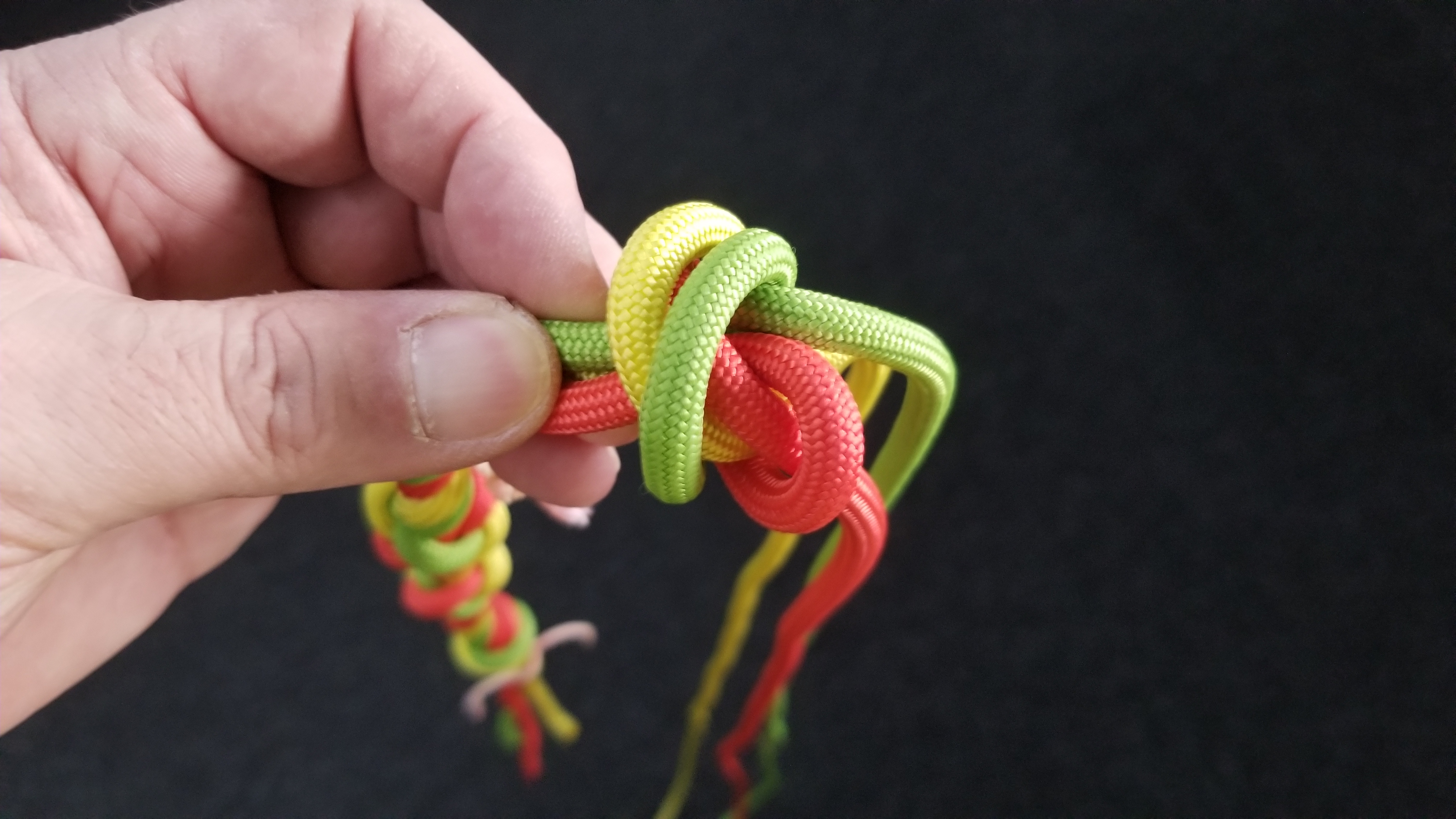
Dann das rote Kardeel
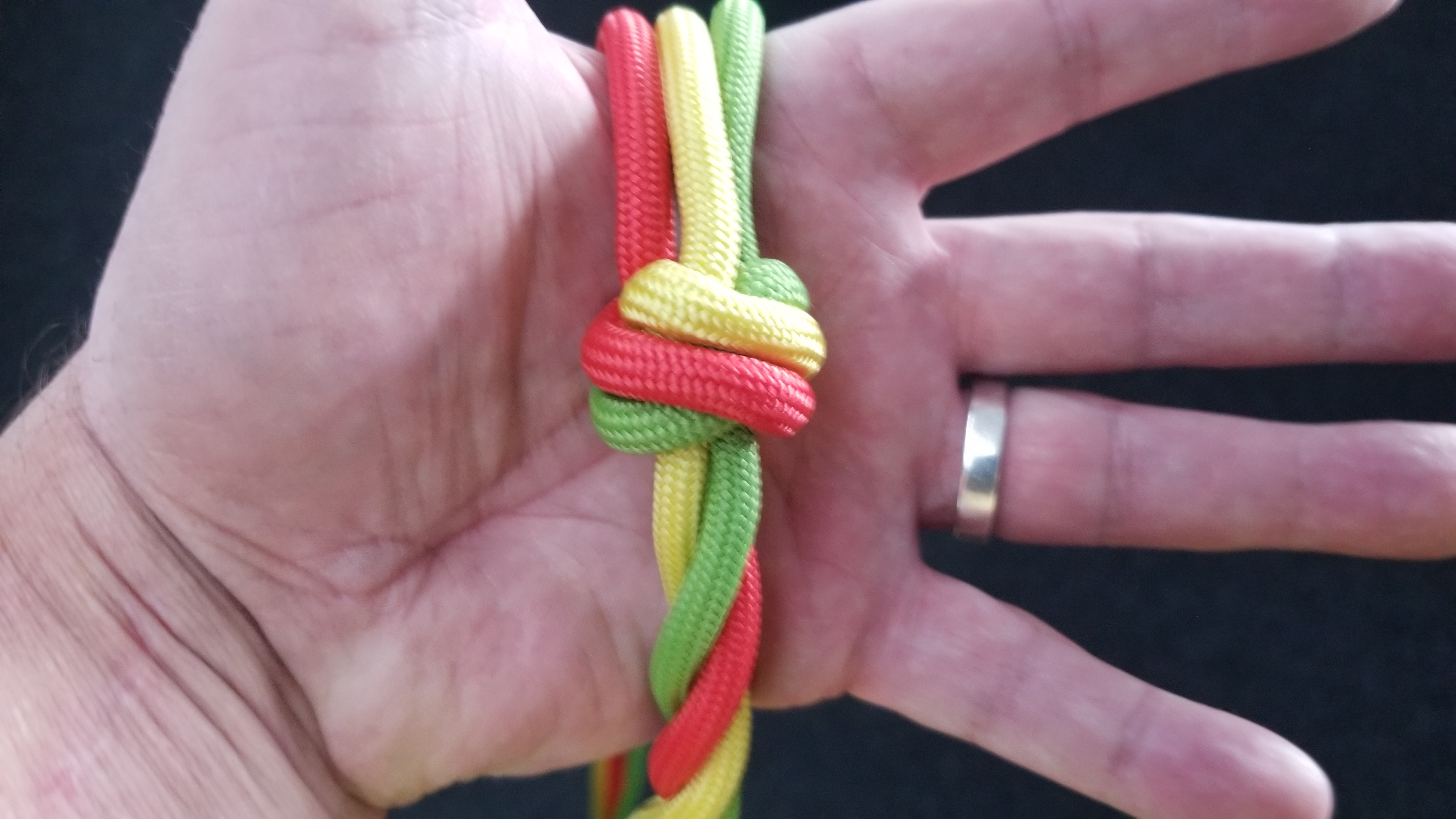
Jetzt noch in Form bringen. Der Doppelte Taljereepsknoten ist fertig

## Alternativen

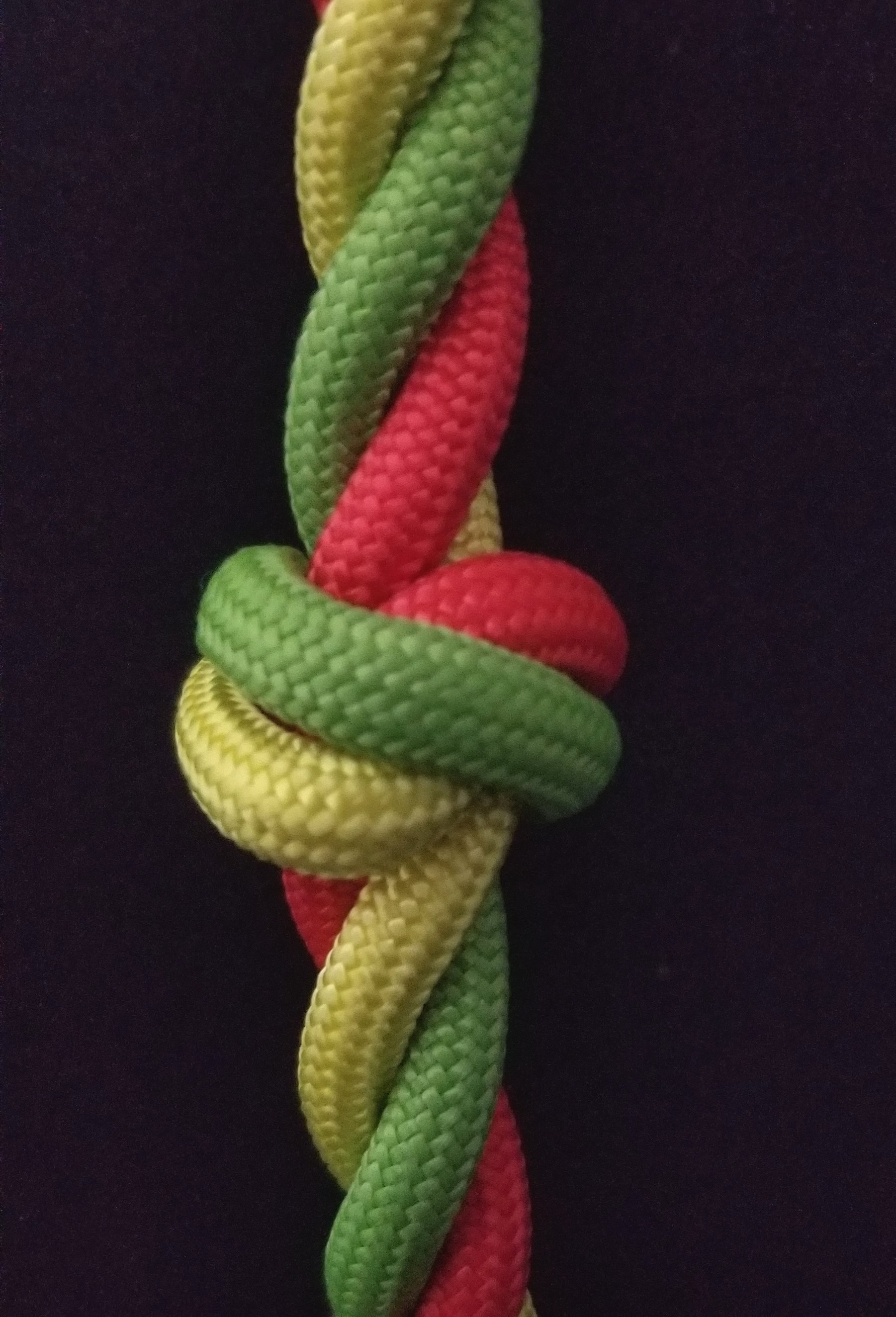
Der Einfache Taljereepsknoten ist schmaler
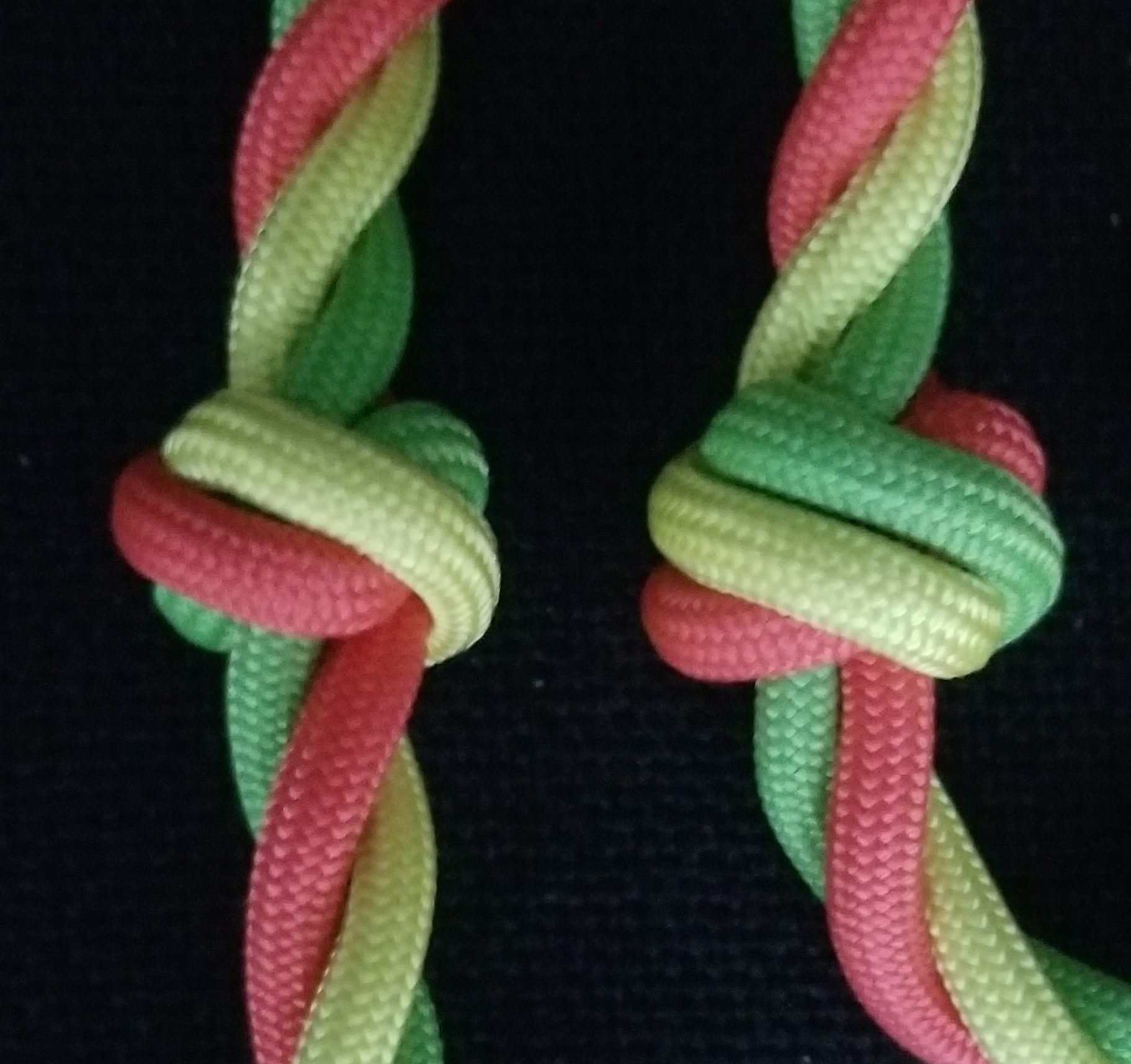
Größenvergleich vom Einfachen- und Doppelten Taljereepsknoten
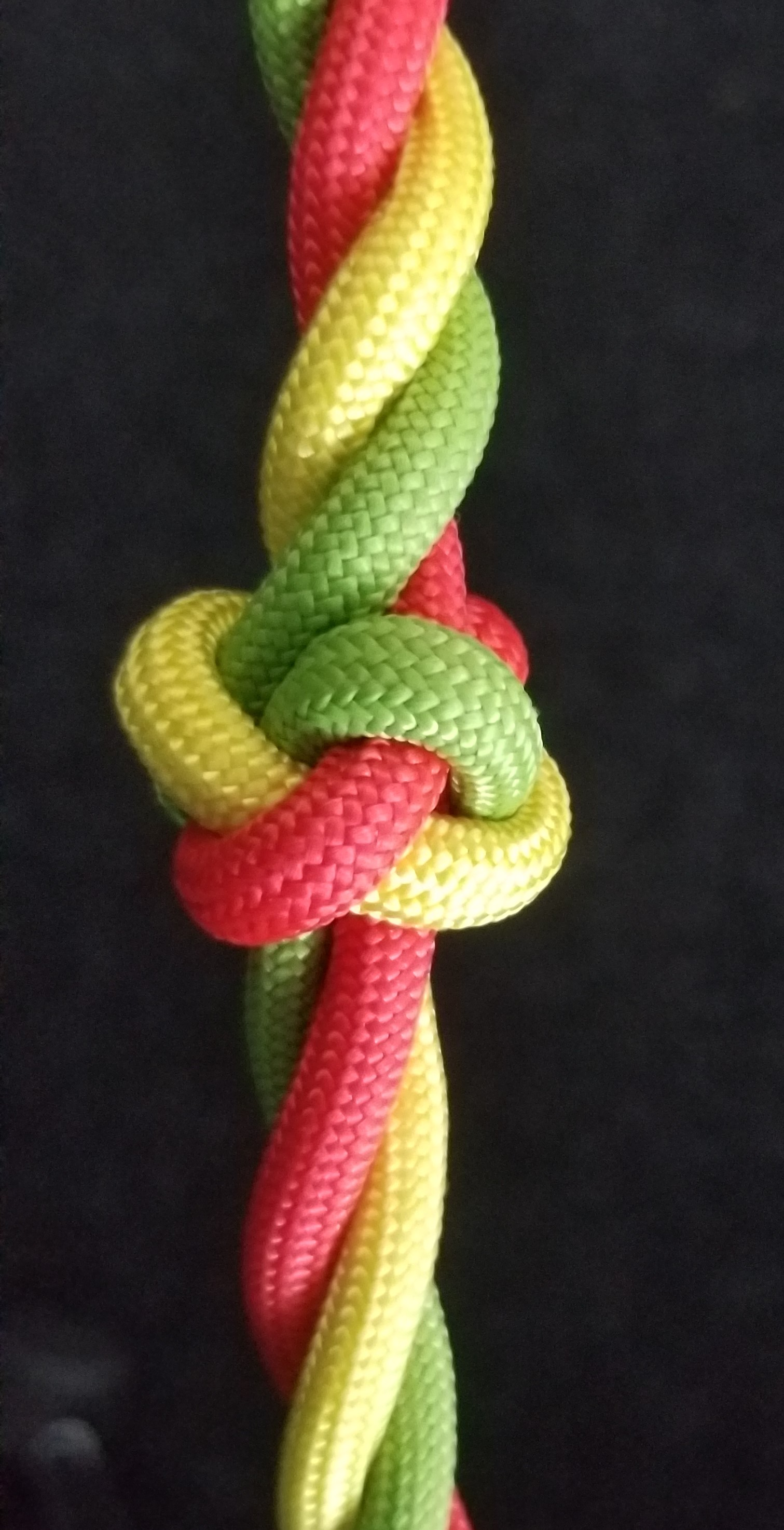
Diamantknoten 3-kardeelig. Als Zierknoten wird auch der Diamantknoten häufig an Lederbändern in Verbindung mit Schmuck verwendet.